# Nati nel 1924/Gennaio
| Questa pagina contiene informazioni ricavate automaticamente dalle voci biografiche con l'ausilio del template Bio e di un bot. L'aggiornamento è periodico e automatico e ricostruisce completamente la pagina. Se manca una persona in questa lista, sei pregato di non aggiungerla, ma accertati piuttosto che la sua voce biografica contenga il template Bio e che i dati anagrafici siano correttamente compilati. Se il template Bio manca, inseriscilo tu stesso o, in alternativa, metti l'avviso {{tmp\|Bio}} che ne segnala la mancanza. Se i dati riportati sono sbagliati, correggi direttamente la voce biografica; le modifiche saranno visibili in questa lista entro pochi giorni. Per chiarimenti vedi il progetto biografie. La lista contiene solo le 226 persone che sono citate nell'enciclopedia e per le quali è stato implementato correttamente il template Bio. Pagina aggiornata al 10 ago 2025. |

- 1º gennaio - Giovanni Berio, incisore italiano († 2015)
- 1º gennaio - Arthur Danto, critico d'arte statunitense († 2013)
- 1º gennaio - Giulio De Iuliis, politico italiano († 1975)
- 1º gennaio - Francesca Laura Fabbri Wronowski, partigiana e giornalista italiana († 2023)
- 1º gennaio - Willi Faust, pilota motociclistico tedesco († 1992)
- 1º gennaio - Teruo Ishii, regista e sceneggiatore giapponese († 2005)
- 1º gennaio - Klaus Junge, scacchista tedesco († 1945)
- 1º gennaio - Jacques Le Goff, storico francese († 2014)
- 1º gennaio - Lennart Magnusson, schermidore svedese († 2011)
- 1º gennaio - Gianfranco Merli, politico italiano († 1998)
- 1º gennaio - Emilio P. Miraglia, regista italiano († 1982)
- 1º gennaio - Charlie Munger, imprenditore, avvocato e filantropo statunitense († 2023)
- 1º gennaio - Luigi Napolitano, politico e partigiano italiano († 2000)
- 1º gennaio - Francisco Macías Nguema, politico equatoguineano († 1979)
- 1º gennaio - Alessandro Pizzorno, sociologo e filosofo italiano († 2019)
- 1º gennaio - Pino Rucher, chitarrista e arrangiatore italiano († 1996)
- 1º gennaio - Guerino Siligardi, calciatore italiano († 2008)
- 1º gennaio - Gennaro Trisorio Liuzzi, politico italiano († 1992)
- 1º gennaio - Alberto Del Monte, filologo e ispanista italiano († 1975)
- 2 gennaio - Vito Cardaci, politico italiano († 2001)
- 2 gennaio - Emilio Lonero, giornalista e critico cinematografico italiano († 2010)
- 2 gennaio - Guido Lopez, scrittore e giornalista italiano († 2010)
- 2 gennaio - Andreas Rett, neurologo austriaco († 1997)
- 2 gennaio - Francesco Roccella, giornalista e politico italiano († 1992)
- 2 gennaio - Josef Vedral, calciatore cecoslovacco († 1975)
- 3 gennaio - Renato Boragine, partigiano italiano († 1944)
- 3 gennaio - Enzo Cozzolini, calciatore italiano († 1962)
- 3 gennaio - Doug Ellis, imprenditore inglese († 2018)
- 3 gennaio - André Franquin, fumettista belga († 1997)
- 3 gennaio - Mario Gambazza, allenatore di calcio e calciatore italiano († 2008)
- 3 gennaio - Ulyana Gromova, partigiana sovietica († 1943)
- 3 gennaio - Gerardo Mazziotti, architetto italiano († 2022)
- 3 gennaio - Fritz Nagy, cestista statunitense († 1989)
- 3 gennaio - Gianni Nicoletti, francesista e traduttore italiano († 2007)
- 3 gennaio - Donald Gordon Payne, scrittore britannico († 2018)
- 3 gennaio - Nell Rankin, mezzosoprano statunitense († 2005)
- 4 gennaio - Alime Abdenanova, esploratrice sovietica († 1944)
- 4 gennaio - Warren J. Kemmerling, attore statunitense († 2005)
- 4 gennaio - Walter Ris, nuotatore statunitense († 1989)
- 4 gennaio - Marcos Sánchez Carmona, cestista cileno († 2005)
- 4 gennaio - Marianne Werner, pesista e discobola tedesca († 2023)
- 4 gennaio - Oliviero Zega, calciatore italiano († 2012)
- 5 gennaio - Dan Sturkie, attore e doppiatore statunitense († 1992)
- 5 gennaio - Beatrice Winde, attrice statunitense († 2004)
- 6 gennaio - Alfredo Milani, pilota motociclistico italiano († 2017)
- 6 gennaio - Dick Rathmann, pilota automobilistico statunitense († 2000)
- 6 gennaio - Earl Scruggs, suonatore di banjo, chitarrista e compositore statunitense († 2012)
- 6 gennaio - Erwin Strempel, calciatore tedesco († 1999)
- 7 gennaio - Geoffrey Bayldon, attore britannico († 2017)
- 7 gennaio - Pablo Birger, pilota automobilistico argentino († 1966)
- 7 gennaio - Gene L. Coon, sceneggiatore e produttore televisivo statunitense († 1973)
- 7 gennaio - Anna Maestri, attrice italiana († 1988)
- 7 gennaio - Zahari Mednikarov, direttore di coro bulgaro († 2007)
- 7 gennaio - Ralph Miliband, sociologo britannico († 1994)
- 7 gennaio - Thor Moxnes, calciatore norvegese († 2006)
- 8 gennaio - Hook Dillon, cestista statunitense († 2004)
- 8 gennaio - Giuseppe Fanin, sindacalista italiano († 1948)
- 8 gennaio - Marcello Fondato, regista, sceneggiatore e direttore artistico italiano († 2008)
- 8 gennaio - Kim Dae-jung, politico sudcoreano († 2009)
- 8 gennaio - Benjamin Lees, compositore statunitense († 2010)
- 8 gennaio - Giulio Alfredo Maccacaro, medico, biologo e partigiano italiano († 1977)
- 8 gennaio - Ron Moody, attore britannico († 2015)
- 8 gennaio - Emma Morosini, scrittrice italiana († 2020)
- 8 gennaio - Agostino Piol, militare e partigiano italiano († 1944)
- 8 gennaio - Richard Rubenstein, filosofo, teologo e rabbino statunitense († 2021)
- 8 gennaio - Karl Schleinzer, politico austriaco († 1975)
- 8 gennaio - Robert Starer, compositore, pianista e docente austriaco († 2001)
- 9 gennaio - William Girometti, pittore italiano († 1998)
- 9 gennaio - Mirko Drazen Grmek, scrittore croato († 2000)
- 9 gennaio - Michel Jacques, calciatore francese († 1997)
- 9 gennaio - Spartaco Marangoni, politico e partigiano italiano († 2014)
- 9 gennaio - Blasius Marsoner, poeta, storico e traduttore italiano († 1991)
- 9 gennaio - Sergej Iosifovič Paradžanov, regista sovietico († 1990)
- 9 gennaio - Walkiria Terradura, partigiana italiana († 2023)
- 9 gennaio - Anne Vernon, attrice francese
- 10 gennaio - Earl Bakken, ingegnere e imprenditore statunitense († 2018)
- 10 gennaio - Eduardo Chillida, scultore spagnolo († 2002)
- 10 gennaio - Giovanni Gagino, pittore italiano († 2014)
- 10 gennaio - Eduard Admetlla i Lázaro, fotografo e inventore spagnolo († 2019)
- 10 gennaio - Ludmilla Chiriaeff, ballerina e coreografa russa († 1996)
- 10 gennaio - Pierre Plateau, arcivescovo cattolico francese († 2018)
- 10 gennaio - Mario Quintero, cestista e allenatore di pallacanestro cubano († 2017)
- 10 gennaio - Max Roach, batterista, percussionista e compositore statunitense († 2007)
- 11 gennaio - Don Cherry, cantante e golfista statunitense († 2018)
- 11 gennaio - Roger Guillemin, medico e neurologo francese († 2024)
- 11 gennaio - Giorgio Longo, politico italiano († 2020)
- 11 gennaio - Carlo Melograni, architetto italiano († 2021)
- 11 gennaio - José Meneses, cestista messicano († 2013)
- 11 gennaio - Slim Harpo, cantautore e armonicista statunitense († 1970)
- 11 gennaio - Lamberto Pigini, presbitero e imprenditore italiano († 2021)
- 12 gennaio - Olivier Gendebien, pilota automobilistico belga († 1998)
- 12 gennaio - Chris Chase, attrice, modella e scrittrice statunitense († 2013)
- 12 gennaio - Matti Kassila, regista e sceneggiatore finlandese († 2018)
- 12 gennaio - Cesare Vasoli, storico della filosofia italiano († 2013)
- 13 gennaio - Paul Feyerabend, filosofo e sociologo austriaco († 1994)
- 13 gennaio - Roland Petit, coreografo e ballerino francese († 2011)
- 14 gennaio - Alberto Andrizzi, cestista e allenatore di pallacanestro argentino († 2009)
- 14 gennaio - Alberto Bertuccelli, calciatore italiano († 2002)
- 14 gennaio - Carole Cook, attrice statunitense († 2023)
- 14 gennaio - Otto Häuptli, calciatore svizzero († 1993)
- 14 gennaio - Elio Matacena, armatore e imprenditore italiano († 2012)
- 14 gennaio - Aldo Stefanile, giornalista italiano († 2007)
- 14 gennaio - Joseph Tusiani, poeta e traduttore statunitense († 2020)
- 14 gennaio - Guy Williams, attore statunitense († 1989)
- 15 gennaio - Anna Cherchi Ferrari, partigiana italiana († 2006)
- 15 gennaio - Nazzareno Cugurra, pittore e artista italiano († 2012)
- 15 gennaio - Huguette Delavault, matematica e attivista francese († 2003)
- 15 gennaio - Marcel Domingo, calciatore e allenatore di calcio francese († 2010)
- 15 gennaio - Jean-Bertrand Pontalis, filosofo, psicoanalista e scrittore francese († 2013)
- 15 gennaio - Georg Ratzinger, presbitero, organista e direttore di coro tedesco († 2020)
- 15 gennaio - Vladimir Efimovič Semičastnyj, politico sovietico († 2001)
- 16 gennaio - Gennaro Barboni, politico e partigiano italiano († 2024)
- 16 gennaio - Vladlen Davydov, attore sovietico († 2012)
- 16 gennaio - Vermondo Di Federico, militare e partigiano italiano († 1944)
- 16 gennaio - Eugenio Gaggiotti, faccendiere italiano († 1991)
- 16 gennaio - Francisco Hernández, calciatore messicano († 2011)
- 16 gennaio - Katy Jurado, attrice messicana († 2002)
- 16 gennaio - Henri-Jean Martin, storico francese († 2007)
- 16 gennaio - Maria Teresa Regard, partigiana, scrittrice e giornalista italiana († 2000)
- 16 gennaio - Aleksandar Tišma, scrittore serbo († 2003)
- 16 gennaio - Achille Togliani, cantante e attore italiano († 1995)
- 16 gennaio - Alvaro Valentini, scrittore, poeta e traduttore italiano († 1996)
- 16 gennaio - Ester Wajcblum, partigiana polacca († 1945)
- 17 gennaio - Alfredo De Laurentiis, produttore cinematografico italiano († 1981)
- 17 gennaio - Lucio Gera, presbitero e teologo argentino († 2012)
- 17 gennaio - Vincenzo Leggieri, politico e saggista italiano († 2013)
- 17 gennaio - Arthur Staats, psicologo statunitense († 2021)
- 17 gennaio - Salvatore Stornello, politico italiano († 1997)
- 17 gennaio - Ada Turci, giavellottista italiana († 2012)
- 17 gennaio - Marie Uchytilová, scultrice ceca († 1989)
- 18 gennaio - Sandro Bolchi, regista italiano († 2005)
- 18 gennaio - Ercole Contu, archeologo italiano († 2018)
- 18 gennaio - Sebastiano Fresta, storico e politico italiano († 2012)
- 18 gennaio - Nina Maksimova, cestista e allenatrice di pallacanestro sovietica († 2006)
- 18 gennaio - Walter Malgoni, compositore e paroliere italiano († 2008)
- 18 gennaio - Antonio Sessa, calciatore italiano († 2017)
- 19 gennaio - Olga Amati, ballerina italiana († 1982)
- 19 gennaio - Silvio Arrighini, calciatore italiano († 1966)
- 19 gennaio - Nicholas Colasanto, attore e regista statunitense († 1985)
- 19 gennaio - Ferdinando Guerci, partigiano italiano († 1944)
- 19 gennaio - Henry Herbert, VII conte di Carnarvon, nobile inglese († 2001)
- 19 gennaio - Jean-François Revel, scrittore, giornalista e filosofo francese († 2006)
- 19 gennaio - Gerard Schurmann, compositore e direttore d'orchestra olandese († 2020)
- 20 gennaio - Leo Gavero, attore italiano († 2002)
- 20 gennaio - Sergej Vasil'evič Gippius, regista sovietico († 1981)
- 20 gennaio - Yvonne Loriod, pianista francese († 2010)
- 20 gennaio - Slim Whitman, cantante statunitense († 2013)
- 20 gennaio - Werner Zehnder, calciatore e allenatore di calcio svizzero († 2011)
- 21 gennaio - Giorgio Coda, psichiatra italiano († 1988)
- 21 gennaio - Jack Eskridge, cestista e allenatore di pallacanestro statunitense († 2013)
- 21 gennaio - Dean Fredericks, attore statunitense († 1999)
- 21 gennaio - Benny Hill, comico, attore e cantante britannico († 1992)
- 21 gennaio - Ronald Sinclair, attore neozelandese († 1992)
- 21 gennaio - Vladimir Uchov, marciatore sovietico († 1996)
- 22 gennaio - Marvin H. Albert, scrittore e sceneggiatore statunitense († 1996)
- 22 gennaio - Otello Badiali, calciatore e allenatore di calcio italiano
- 22 gennaio - Loris Fortuna, politico e partigiano italiano († 1985)
- 22 gennaio - J. J. Johnson, trombonista e compositore statunitense († 2001)
- 22 gennaio - Ján Chryzostom Korec, cardinale e vescovo cattolico slovacco († 2015)
- 22 gennaio - Josef Křepela, cestista cecoslovacco († 1974)
- 22 gennaio - Corrado Lojacono, cantante, attore e compositore italiano († 2012)
- 22 gennaio - Gaetano Peretti, filosofo, attivista e politico italiano († 1992)
- 22 gennaio - Lionel Rogosin, regista e produttore cinematografico statunitense († 2000)
- 22 gennaio - Ortvin Sarapu, scacchista estone († 1999)
- 23 gennaio - Vasco Giuseppe Bertelli, vescovo cattolico italiano († 2013)
- 23 gennaio - Joe Colone, cestista statunitense († 2009)
- 23 gennaio - Omar Dani, generale indonesiano († 2009)
- 23 gennaio - Frank Lautenberg, politico statunitense († 2013)
- 24 gennaio - Joe Albany, pianista statunitense († 1988)
- 24 gennaio - Luigi Borghi, politico e sindacalista italiano († 2006)
- 24 gennaio - Giuseppe Chielli, direttore d'orchestra italiano († 2003)
- 24 gennaio - Red Dehnert, cestista e allenatore di pallacanestro statunitense († 1994)
- 24 gennaio - Robert Knapp, attore statunitense († 2001)
- 24 gennaio - Manlio Scarpelli, sceneggiatore e regista italiano († 1984)
- 24 gennaio - John Spencer, VIII conte Spencer, nobile britannico († 1992)
- 24 gennaio - Ken Thorne, compositore britannico († 2014)
- 25 gennaio - Valeria Ciaffi, pittrice e scultrice italiana († 2010)
- 25 gennaio - Aldo Ferrari, fotoreporter e fotografo italiano († 2013)
- 25 gennaio - Sandra Frizzera, scrittrice e giornalista italiana († 2013)
- 25 gennaio - Lou Groza, giocatore di football americano statunitense († 2000)
- 25 gennaio - Jusein Mehmedov, lottatore bulgaro († 2014)
- 25 gennaio - Fosco Monaci, politico italiano († 1997)
- 25 gennaio - George Nostrand, cestista statunitense († 1981)
- 25 gennaio - Pino Parini, pittore italiano († 2023)
- 25 gennaio - Rollie Seltz, cestista e giocatore di baseball statunitense († 2022)
- 26 gennaio - Alice Babs, cantante e attrice svedese († 2014)
- 26 gennaio - Warren Benson, compositore statunitense († 2005)
- 26 gennaio - Ángel Cerilla, calciatore uruguaiano
- 26 gennaio - Ugo De Censi, presbitero e missionario italiano († 2018)
- 26 gennaio - Armand Gatti, drammaturgo, scenografo e regista francese († 2017)
- 26 gennaio - Rafael Ghazaryan, fisico e politico armeno († 2007)
- 26 gennaio - Roberto Gianviti, sceneggiatore e scrittore italiano († 1999)
- 26 gennaio - Henri Pichette, poeta e drammaturgo francese († 2000)
- 27 gennaio - Rauf Denktaş, politico cipriota († 2012)
- 27 gennaio - Francesco Leonetti, scrittore, poeta e giornalista italiano († 2017)
- 27 gennaio - Sein Lwin, generale e politico birmano († 2004)
- 27 gennaio - Sabu, attore indiano († 1963)
- 27 gennaio - Giuseppe Trenzani, calciatore italiano
- 27 gennaio - Franklin White, danzatore britannico († 2013)
- 28 gennaio - Marcel Broodthaers, performance artist e poeta belga († 1976)
- 28 gennaio - Santi Correnti, storico e latinista italiano († 2009)
- 28 gennaio - Mario De Paolis, generale italiano († 2012)
- 28 gennaio - Jacques de Launay, scrittore francese
- 28 gennaio - Karl Guðmundsson, allenatore di calcio e calciatore islandese († 2012)
- 28 gennaio - Jean Le Boulch, medico francese († 2001)
- 29 gennaio - Flaminio Bollini, regista e sceneggiatore italiano († 1978)
- 29 gennaio - Giancarlo Brighenti, enigmista italiano († 2001)
- 29 gennaio - Bobby Combe, calciatore scozzese († 1991)
- 29 gennaio - Giorgio Granata, calciatore italiano († 1997)
- 29 gennaio - Luigi Nono, compositore e scrittore italiano († 1990)
- 29 gennaio - Bianca Maria Piccinino, giornalista, conduttrice televisiva e autrice televisiva italiana
- 29 gennaio - John Rarick, politico statunitense († 2009)
- 29 gennaio - Enrico Simonetti, pianista, compositore e showman italiano († 1978)
- 30 gennaio - Lloyd Alexander, scrittore statunitense († 2007)
- 30 gennaio - Ernie Calverley, cestista e allenatore di pallacanestro statunitense († 2003)
- 30 gennaio - S. N. Goenka, insegnante birmano († 2013)
- 30 gennaio - Dorothy Malone, attrice statunitense († 2018)
- 30 gennaio - Karl-Heinz Narjes, politico e funzionario tedesco († 2015)
- 30 gennaio - Leif Pedersen, calciatore norvegese († 1990)
- 30 gennaio - Giorgio Pisanò, giornalista, saggista e politico italiano († 1997)
- 30 gennaio - Margaret Yorke, scrittrice britannica († 2012)
- 31 gennaio - Tengiz Evgen'evič Abuladze, sceneggiatore e regista sovietico († 1994)
- 31 gennaio - William Bryant, attore statunitense († 2001)
- 31 gennaio - Julius Richard Büchi, logico e matematico svizzero († 1984)
- 31 gennaio - Angelo Frosi, vescovo cattolico italiano († 1995)
- 31 gennaio - Norman Heath, calciatore inglese († 1983)